# Тупорылая акула
Тупорылая акула, или серая бычья акула, или акула-бык (лат. Carcharhinus leucas) — вид акул рода серых акул одноимённого семейства из отряда кархаринообразных (Carcharhiniformes). Обитают в тропических и субтропических водах всех океанов. Толерантны к широкому диапазону солёности воды. Встречаются в прибрежных водах на глубине до 152 м. Часто заходят в пресные воды, заплывая на большие расстояния вверх по течению рек. У них характерное для серых акул веретенообразное продолговатое тело, рыло короткое, массивное и притупленное. Дорсальная поверхность тела окрашена в серый цвет, брюхо белое. Максимальная зарегистрированная длина тела — 4 м. Рацион очень разнообразный и состоит из костистых и хрящевых рыб. Размножаются живорождением. В помёте от 1 до 13 новорождённых.
Это один из самых агрессивных видов акул, который представляет опасность и для человека. Являются объектом промышленного рыболовства.

## Таксономия

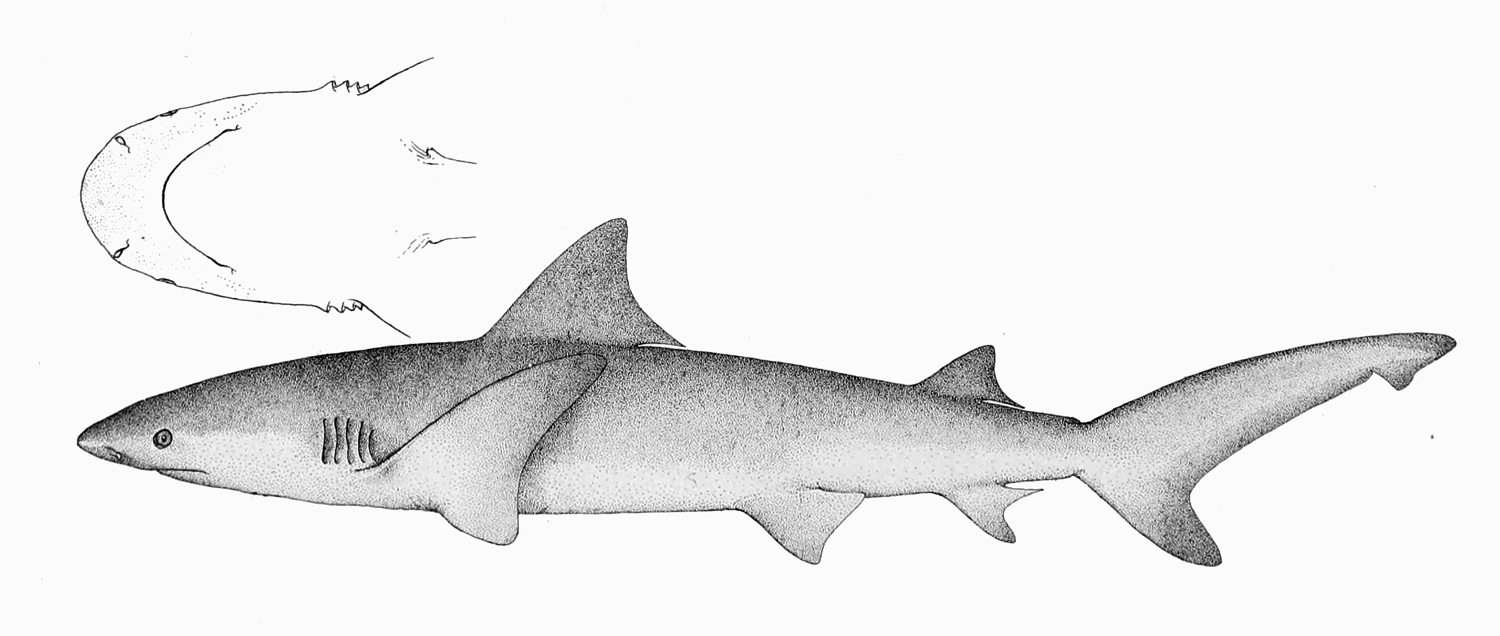
Оригинальная иллюстрация, изображающая тупорылую акулу

Этот вид впервые был научно описан в 1839 году немецкими учёными Иоганном Петером Мюллером и Фридрихом Якобом Генле. Синтипы: самец длиной 161,5 см и самка длиной 190 см, пойманные на Антильских островах. Видовой эпитет происходит от слова греч. λευκό — «белый». Тупорылую акулу иногда называют серой бычьей акулой или акулой-быком. Просторечное название связано с коренастой формой её тела, широким и притупленным рылом, а также агрессивным, непредсказуемым поведением.

## Ареал
Эти акулы распространены повсеместно в тропических и субтропических водах и часто заходят в реки. Встречаются на глубине до 152 м, но чаще держатся не глубже 30 м. В Атлантике они распространены от Массачусетса до юга Бразилии и от Марокко до Анголы. В Индийском океане они попадаются от ЮАР до Кении, Индии, Вьетнама и Австралии. В Тихом океане тупорылые акулы обитают от Нижней Калифорнии до Эквадора..
В реках существуют целые популяции этих акул. Более 500 особей живут в реке Брисбен в Австралии. Во время наводнения в Квинсленде 2010—2011 годов тупорылую акулу наблюдали на затопленных улицах Брисбена. Несколько особей были замечены на одной из главных улиц в пригороде Ипсвича Гудне вскоре после пика наводнения, который пришёлся на январь 2011 года. Крупная акула-бык была поймана в каналах Скарборо (Австралия), жилого пригорода Мортон Бэй Риджен, Квинсленд.
Иногда тупорылые акулы поднимаются на многие километры вверх по течению. Они проникают, в частности, в Ганг, Брахмапутру, Замбези и многие другие реки Азии, Африки, Америки и Австралии. Акул видели в Амазонке (у города Икитос, за 4000 км от устья), Миссисипи (вплоть до Иллинойса), а также в озёрах Мичиган и озере Никарагуа, где они обитают постоянно.
После урагана Катрина многочисленные акулы-быки стали попадаться в озере Пончартрейн, где в 2014 зафиксирован случай нападения акулы на мальчика. В Брисбене после наводнения, случившегося в 1990-х годах, в озере при гольф-клубе оказались отрезанными несколько тупорылых акул, где они жили как минимум до 2011 года. В их честь ежемесячно проводятся соревнования по гольфу.

## Описание
Акулы-быки достигают довольно крупных размеров. Максимальная зарегистрированная длина составляет около 3,5 м, а вес — около 360—450 кг. По другим данным — 4 м и 575—600 кг. Самки крупнее самцов, их средняя длина составляет 2,4 м, а вес 130 кг, тогда как для самцов эти показатели равны 2,25 м и 95 кг соответственно. Акулы-быки — самые «коренастые» среди серых акул и сложены крепче своих родственников сопоставимого размера. Они обладают самым мощным укусом среди всех ныне живущих акул. Сила укуса 2.85 м 193 кг бычьей акулы была рассчитана в 2128 Н в передней части челюстей и в 5914 Н у основания, что относительно веса значительно превосходит силу сжатия челюстей других акул (к примеру, сила укуса белой акулы массой 423 кг составляет только 4577 Н).
У тупорылых акул плотное веретенообразное тело, короткое, притуплённое и округлое рыло. Расстояние между ноздрями равно 0,7—1 расстоянию от кончика рыла до рта. Глаза маленькие и круглые, их диаметр составляет 0,8—1,8 % от общей длины тела. Крылья ноздрей образуют треугольные лопасти с широким основанием. Верхние губные борозды короткие и малозаметные. Подъязычно-нижнечелюстная линия пор, расположенная непосредственно за уголками рта, слегка увеличена. Жаберные щели довольно длинные, длина третьей пары составляет 3,1—4,1 % общей длины, однако меньше 1/3 основания первого спинного плавника. Широкие верхние зубы имеют форму треугольников, их края сильно зазубрены. Узкие нижние зубы с широким основанием покрыты мелкими зубцами. Передние зубы поставлены почти вертикально. Гребень между спинными плавниками отсутствует. Первый спинной плавник имеет форму широкого треугольника, задний край слегка вогнут. Основание первого спинного плавника расположено над задним краем основания грудных плавников. Второй спинной плавник находится напротив анального плавника. Грудные плавники широкие и крупные, в форме треугольника или полумесяца с узкими заострёнными кончиками. Длина переднего края грудных плавников составляет 18—21 % от общей длины. Количество позвонков колеблется от 198 до 227. В прекаудальном отделе позвоночника 101—123 позвонка. Окраска, как правило, серого цвета, белым остаётся только брюхо.

## Биология

### Способность жить в пресной воде

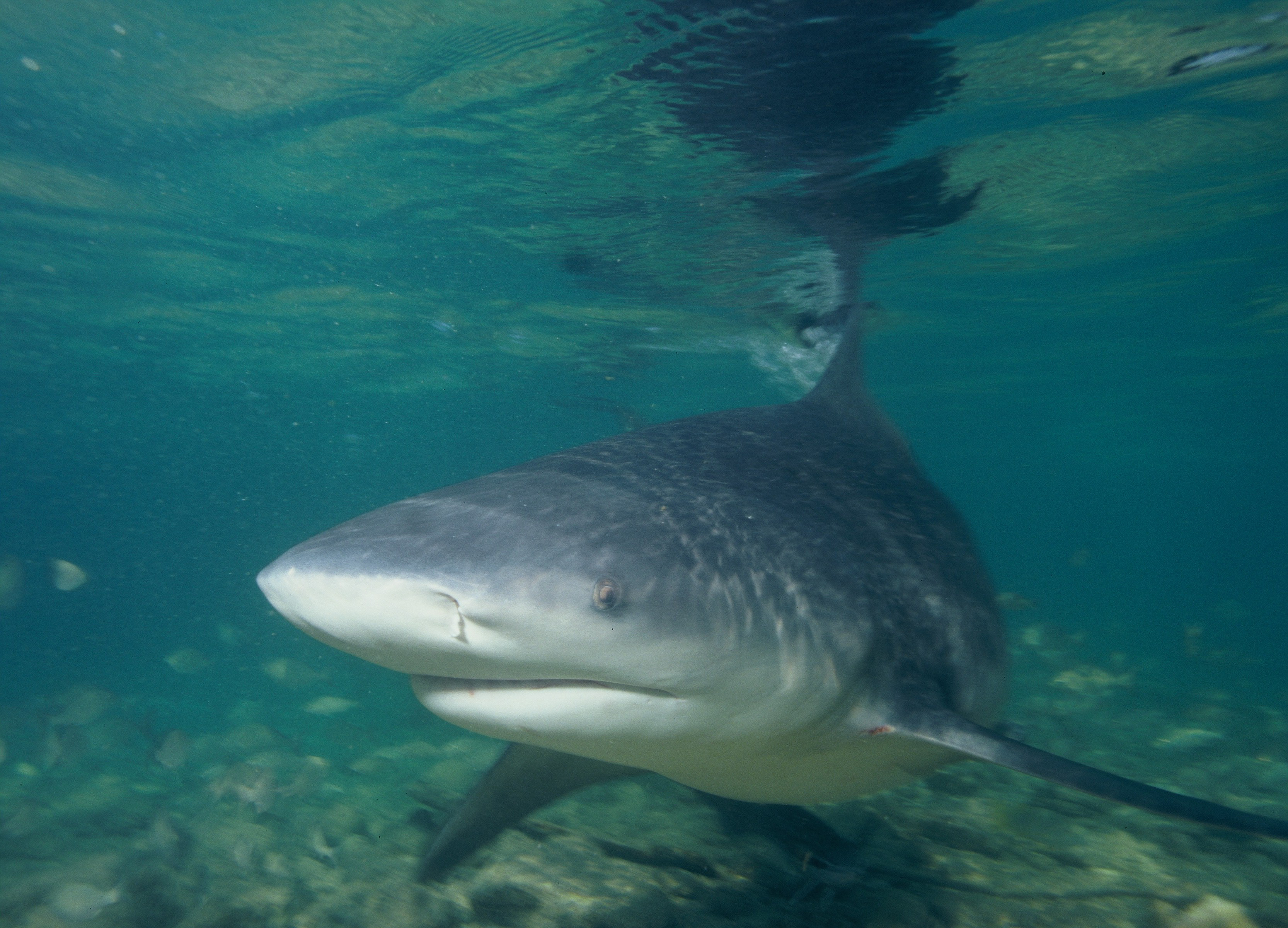
Вид спереди

Акулы-быки — одни из немногих хрящевых рыб, обитающих в пресной воде. Это самый известный вид из 43 видов пластиножаберных, принадлежащих к 10 родам и 4 семействам, способных жить в пресной или слабосоленой воде. Помимо тупорылых акул среди них можно назвать скатов-хвостоколов, речных хвостоколов и пилорылых скатов. Некоторые ромбовые скаты, куньи акулы, а также серо-голубые акулы регулярно заходят в эстуарии рек. Тупорылые акулы способны с легкостью переплывать из солёной воды в пресную и обратно. Они попадают в категорию эвригалинных организмов, способных существовать в широком диапазоне солёности воды. Большинство эвригалинных видов являются костистыми рыбами, например, лососи и тиляпии, и никоим образом не связаны с тупорылыми акулами по физиологическим параметрам. Подобную эволюционную нестыковку можно объяснить, например, гипотезой, предполагающей, что акулы-быки во время последнего ледникового периода испытали эффект бутылочного горлышка. Этот эффект мог отделить их от остального подкласса пластиножаберных, дав преимущество генам, отвечающим за осморегуляцию. Способность пластиножаберных заходить в пресные воды ограничена тем, что их кровь обычно имеет как минимум ту же солёность, что и морская вода, за счёт накопления мочевины и триметиламиноксида, однако у тупорылых акул, обитающих в пресной воде, наблюдается пониженная концентрация мочевины в крови. Несмотря на это, осмотическая концентрация у акул-быков в пресной воде по-прежнему значительно выше, чем во внешней среде. Это приводит к большому оттоку воды через жабры и вымыванию натрия и хлора из организма акул. Однако у них существует несколько органов, поддерживающих в пресной воде надлежащий водно-солевой баланс: ректальная железа, почки, печень и жабры. Ректальная железа имеется у всех пластиножаберных. Её функция заключается в выведении избыточных солей, накапливаемых в организме в результате жизни в морской воде. Находясь в пресной воде, тупорылые акулы сокращают выделительную активность железы, сохраняя натрий и хлор. Почки производят большое количество разбавленной мочи, а также играют важную роль в активной реабсорбции растворённых в крови веществ. Жабры этих акул, вероятно, тоже поглощают натрий и хлор из окружающей среды, тогда как по мере изменения солёности воды печень вырабатывает мочевину.
Изначально учёные считали, что акулы, обитающие в озере Никарагуа, принадлежат к эндемическому виду Carcharhinus nicaraguensis. В 1961 году был проведён сравнительный анализ образцов и он был признан синонимом тупорылой акулы. Акулы-быки способны выпрыгивать из воды, преодолевая пороги быстрой реки Сан-Хуан, которая соединяет озеро Никарагуа с Карибским морем, не хуже лососей. Помеченных в озере акул впоследствии ловили в открытом море и наоборот. Для совершения полного перехода им требуется от 7 до 11 дней.
Теоретически тупорылые акулы способны прожить в реке или озере всю жизнь, однако по некоторым причинам этого как правило не происходит, в первую очередь из-за размножения. Молодые акулы-быки покидают солоноватые воды, в которых они появляются на свет, и уплывают в море, чтобы встретиться с сородичами противоположного пола. Акула, которую ради эксперимента поселили в пресном озере, прожила в нём 4 года и погибла. В её желудке обнаружили 2 мелкие рыбки, видовую принадлежность которых определить не удалось. Вероятно, причиной смерти стал голод, поскольку первичные источники пищи взрослых тупорылых акул находятся в морской воде.
В эстуарии реки, расположенной в юго-западной части Флориды, в течение 460 дней проводилось исследование, в ходе которого были помечены 56 молодых тупорылых акул, разделённых на 3 когорты. Примерно 1/3 рыб из каждой когорты постоянно присутствовала в эстуарии. На распределение акул наибольшее влияние оказывали солёность и приток пресной воды, тогда как температура играла вторичную роль. Диапазон солёности воды в исследуемой области за это время составил 0,1—34 ‰, однако выборочное исследование показало, что акулы избегали присутствия в воде с солёностью ниже 7 ‰, предпочитая области, где этот показатель колебался в рамках 7—20 ‰. Связь между средним положением когорты в эстуарии и солёностью воды, при увеличении солёности акулы перемещались выше по течению реки. Эта зависимость была наиболее выражена у молодых акул и с возрастом она снижалась. Вероятно, это обусловлено тем, что путём миграций они выбирают оптимальные условия окружающей среды, чтобы снизить энергозатраты на осморегуляцию.

### Поведение
Исследования поведения бычьих акул подтвердили, что они могут ориентироваться на визуальные сигналы, чтобы различать разные объекты или животных. Тупорылая акула способна различать цвета прямо под водой. Было обнаружено, что акулы склонны избегать выделяющихся на фоне дна цветов, особенно ярко-желтых оттенков. Это интерпретируется как идентификация несъедобных и потенциально опасных объектов.
Бычьи акулы считаются самыми агрессивными среди всех акул.

### Рацион

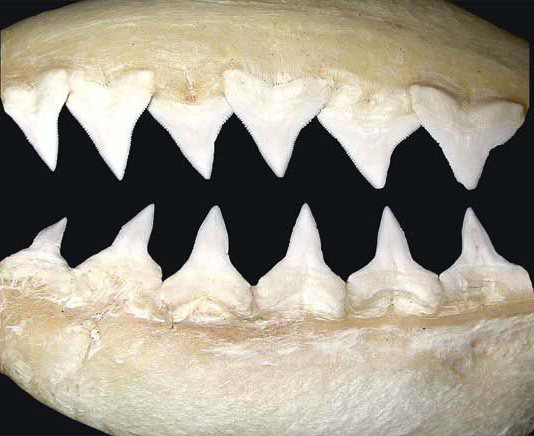
Зубы бычьей акулы.

Это довольно ленивые и медленно плавающие акулы, но во время охоты они становятся довольно активными. Их рацион состоит в основном из костистых рыб и мелких акул, включая даже меньших представителей своего вида. Тупорылые акулы по возможности поедают ракообразных, иглокожих, скатов, морских змей и мелких наземных животных, оказавшихся в воде, а также охотятся на морских млекопитающих (в особенности — дельфиновых) и небольших морских черепах . В отличие от большинства других акул, они могут нападать на добычу, равную себе по размерам. Из Австралии известны случаи нападений тупорылых акул на домашних животных: в одном случае акула—бык в реке покусала купающуюся скаковую лошадь, а в другом 3,5-метровая акула схватила американского стаффордширского терьера у самого берега.
Чаще всего они охотятся в мутной воде, где жертве труднее заметить приближение хищника. В ходе атаки тупорылые акулы используют технику толчка и укуса. После первичного контакта они продолжают кусать и хватать жертву, пока она не потеряет способности спасаться бегством. Как правило, они охотятся в одиночку. Наряду с живой добычей акулы-быки поедают любые отбросы. Спасаясь от преследования, акулы-быки способны срыгнуть проглоченную пищу. Этот отвлекающий манёвр позволяет им переключить внимание хищника и спастись бегством.

### Размножение и жизненный цикл
Подобно прочим серым акулам, тупорылые акулы размножаются живорождением. Спаривание происходит поздним летом и в начале осени. Беременность продолжается 12 месяцев, в помёте до 13 новорождённых длиной 56—81 см. Самцы и самки становятся половозрелыми при длине 157—226 см и 180—230 см, соответственно. Половая зрелость наступает в возрасте 10—15 лет. Природными питомниками служат солоноватые эстуарии рек. Максимальная продолжительность жизни оценивается в 15 лет и более.
Считается, что в ходе спаривания самец кусает самку за хвост до тех пор, пока она не перевернётся кверху брюхом. Иногда подобные «ухаживания» становятся яростными, после спаривания у взрослых самок наблюдаются царапины и отметины от зубов самцов.
Миграции тупорылых акул отличаются по характеру от миграций прочих акул. Их можно обнаружить в реках по всему миру. Они способны жить как в морской, так и в пресной воде. Они рождаются и растут в пресноводных реках, поэтому им не угрожают хищники.

### Естественные враги
Взрослые тупорылые акулы считаются высшими хищниками и практически не имеют естественных врагов в открытом море. Люди и, возможно, косатки — главная для них угроза. Молодые особи, однако, могут стать жертвой морских млекопитающих (ластоногих), своих более старших сородичей или других акул, таких как белая акула, тигровая акула и серо-голубая акула.
В речных или прибрежных экосистемах даже взрослых тупорылых акул могут поедать крокодилы. Хорошо задокументированы нападения гребнистых крокодилов на тупорылых акул любого возраста и размера в водах Северной Австралии, а нильские крокодилы, как сообщается, охотятся на этих акул в Южной Африке. Запах химических выделений острорылых крокодилов отпугивает даже крупных тупорылых акул, но конкретных примеров хищничества ещё не наблюдалось. Центральноамериканские крокодилы, миссисипские аллигаторы и болотные крокодилы также являются потенциальными хищниками для молодых или взрослых акул.

## Взаимодействие с человеком

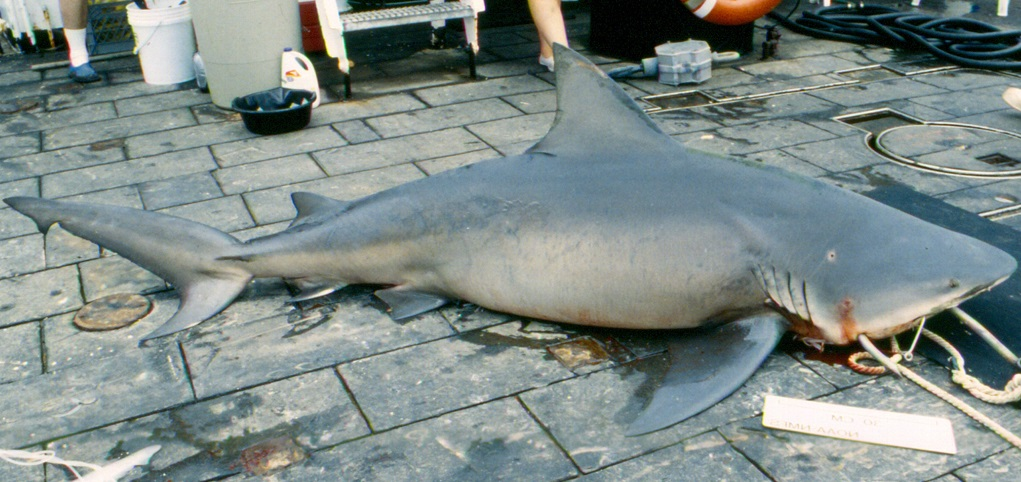
Пойманная акула-бык

Является объектом промысла, мясо употребляют в пищу, также ценятся печень и кожа. Кроме того, эти акулы попадаются в качестве прилова и ценятся рыболовами-любителями. Они живучи, и их можно содержать в публичных аквариумах. Международный союз охраны природы присвоил этому виду статус сохранности «Близкий к уязвимому положению».
Крупный размер, мощные челюсти, агрессивный характер и тот факт, что тупорылые акулы встречаются в мутной воде на мелководье и в реках, вероятно, делают их одним из самых опасных видов акул для человека наряду с тигровой, белой и длиннокрылой акулой. Вероятно, одна или несколько акул-быков совершили серию печально известных нападений на людей у побережья Нью-Джерси в 1916 году, которые вдохновили Питера Бенчли на создание романа «Челюсти». Подозрения пали на этот вид, поскольку некоторые трагедии разыгрались в реке. Именно акулы-быки посеяли в 2009 году панику у побережья Сиднея. Ранее большинство нападений приписывали белой акуле. В Индии тупорылые акулы заплывали в Ганг и атаковали людей, а ответственность за это возлагали на гангских акул, которые находятся на грани исчезновения. В Международном списке нападений акул на людей до 2013 насчитывалось 67 неспровоцированных нелетальных атак и 26 случаев, закончившихся смертью жертвы.